# Thyreochaetus
Thyreochaetus is een geslacht van kevers uit de familie van de loopkevers (Carabidae). De wetenschappelijke naam van het geslacht is voor het eerst geldig gepubliceerd in 1959 door Basilewsky.

## Soorten
Het geslacht Thyreochaetus is monotypisch en omvat slechts de volgende soort:
- Thyreochaetus hirsutus Basilewsky, 1959